# Харлун
Харлун (рос. Харлун) — селище Бичурського району, Бурятії Росії. Входить до складу Сільського поселення Середньохарлунське.
Населення — 34 особи (2015 рік).